# Herman Joseph Beugels
Herman Joseph Beugels (Oirsbeek, 12 oktober 1771 - Helmond, 19 oktober 1851) was een Nederlandse priester, bekend als hersteller van de Abdij van Postel.
Herman Joseph was het jongste king uit een gezin van zeven kinderen. Zijn enige oudere broer was Joannes M.J.T. Beugels. Op het 'Collegie der PP Predikheeren' te Sittard ontving hij van zijn oudere broer les in de rhetorica.
In 1791 treedt Beugels in als norbertijn in de Abdij van Postel, wordt daar tot priester gewijd. In 1793 is hij de Kanonik van het klooster. In 1797 worden de broeders verdreven uit de abdij door de Franse bezetter. Daarna wordt hij achtereenvolgens in Helmond rector van de Latijnse school en pastoor. In 1830 keert hij terug en heropent dan de verlaten Abdij van Postel. In 1851 overlijdt hij als pastoor-deken van Helmond.
Zijn levensgeschiedenis is aan het einde van de 19e eeuw opgeschreven door zijn dorpsgenoot Jos Habets, tevens priester en Rijksarchivaris van Limburg.

## onderscheidingen
- 1848 ontvanger van het ridderkruis van de Nederlandse Leeuw.

- Biografisch Portaal: 75882999
- Digitale Bibliotheek voor de Nederlandse Letteren: beug003
- Nederlandse Thesaurus van Auteursnamen: 071294295
- Virtual International Authority File: 281853983
- WorldCat: E39PBJfmjw67MgxC7CqjQpYdcP